# 无线电接入网
无线电接入网（英語：Radio Access Network，简称：RAN）是移动通信系统中的一部分。它是无线电接入技术的实现。概念上说，它存在于一个设备（例如，一个移动电话，一个计算机，或任何被远程控制的机器）与骨幹網（Core Network，简称：CN）之间，提供两者间的通信连接。根据标准的不同，移动电话和其它通过无线进行连接的设备有不同的命名，如“用户设备”（User Equipment，简称：UE）、终端设备（Terminal Equipment）、移动台（Mobile Station，简称：MS）等等。
RAN在网络中的位置参见如下图示：
```
     CN
    /  \
   /    \
 RAN    RAN
 / \    / \
UE UE  UE UE

```

无线电接入网的例子包括：
- GRAN: GSM无线接入网（英語：GSM Radio Access Network）
- GERAN: GSM EDGE无线接入网（英語：GSM EDGE Radio Access Network）与GRAN基本相同，包含了EDGE分组无线业务（EDGE Packet Radio Services）
- UTRAN: UMTS无线接入网（英語：UMTS Radio Access Network）
- E-UTRAN: 高速、低时延的LTE无线接入网（英語：Evolved UMTS Terrestrial Radio Access Network）

一个终端设备同时连接到多个RAN是可行的。具有此项能力的手机被称为双模（dual-mode）手机。例如常见的同时支持GSM和UMTS（也称“3G”）RAN的手机。这样的设备可以无缝地在一个持续进行中的呼叫中在不同的RAN之间切换，而用户完全感觉不到任何业务中断。